# London Overground

Schemat sieci

London Overground (LO) – sieć lokalnych połączeń kolejowych na terenie Wielkiego Londynu, zaliczanych do systemu londyńskiej komunikacji miejskiej. Powstała w wyniku przejęcia przez Transport for London, skrzydło administracji samorządowej odpowiedzialne za transport publiczny, linii kolejowych eksploatowanych dotychczas przez prywatną firmę Silverlink Metro, której koncesja na ich wykorzystywanie wygasła. Pierwszym dniem działalności London Overground był 11 listopada 2007. Z czasem jego sieć rozrosła się o kolejne połączenia. London Overground obsługuje sześć linii kolejowych i 83 stacje.
Nazwa i identyfikacja wizualna sieci nawiązuje do londyńskiego metra (London Underground). Jedyną różnicą jest użycie koloru pomarańczowego tam, podczas gdy metro posługuje się czerwonym. Ideą powstania sieci jest stworzenie naziemnego, podmiejskiego przedłużenia dla metra, podobnie jak ma to już miejsce w innych metropoliach. Ma więc to być londyński odpowiednik np. paryskiego RER.
Na zlecenie Transport for London, bieżącą działalnością operacyjną sieci London Overground zarządzała początkowo prywatna firma London Overground Rail Operations (LOROL), w której po 50% udziałów posiadały pochodząca z Hongkongu firma MTR Corporation oraz niemiecki koncern kolejowy Deutsche Bahn (za pośrednictwem swojej spółki DB Regio). Umowa w tej sprawie zaczęła obowiązywać w 2007 roku i była ważna do 2016. Od 2016 operatorem systemu jest spółka Arriva Rail London, której umowa została w 2023 przedłużona do 2026 roku.

## Tabor
London Overground korzysta z następujących typów pociągów (wszystkie to elektryczne zespoły trakcyjne):
- British Rail Class 378 (57 składów 5-wagonowych)
- British Rail Class 710 (48 składów 4-wagonowych + 6 składów 5-wagonowych)